# Церква Св. Михайла (Швебіш-Галль)
49°06′45″ пн. ш. 9°44′18″ сх. д. / 49.1125° пн. ш. 9.73825° сх. д.

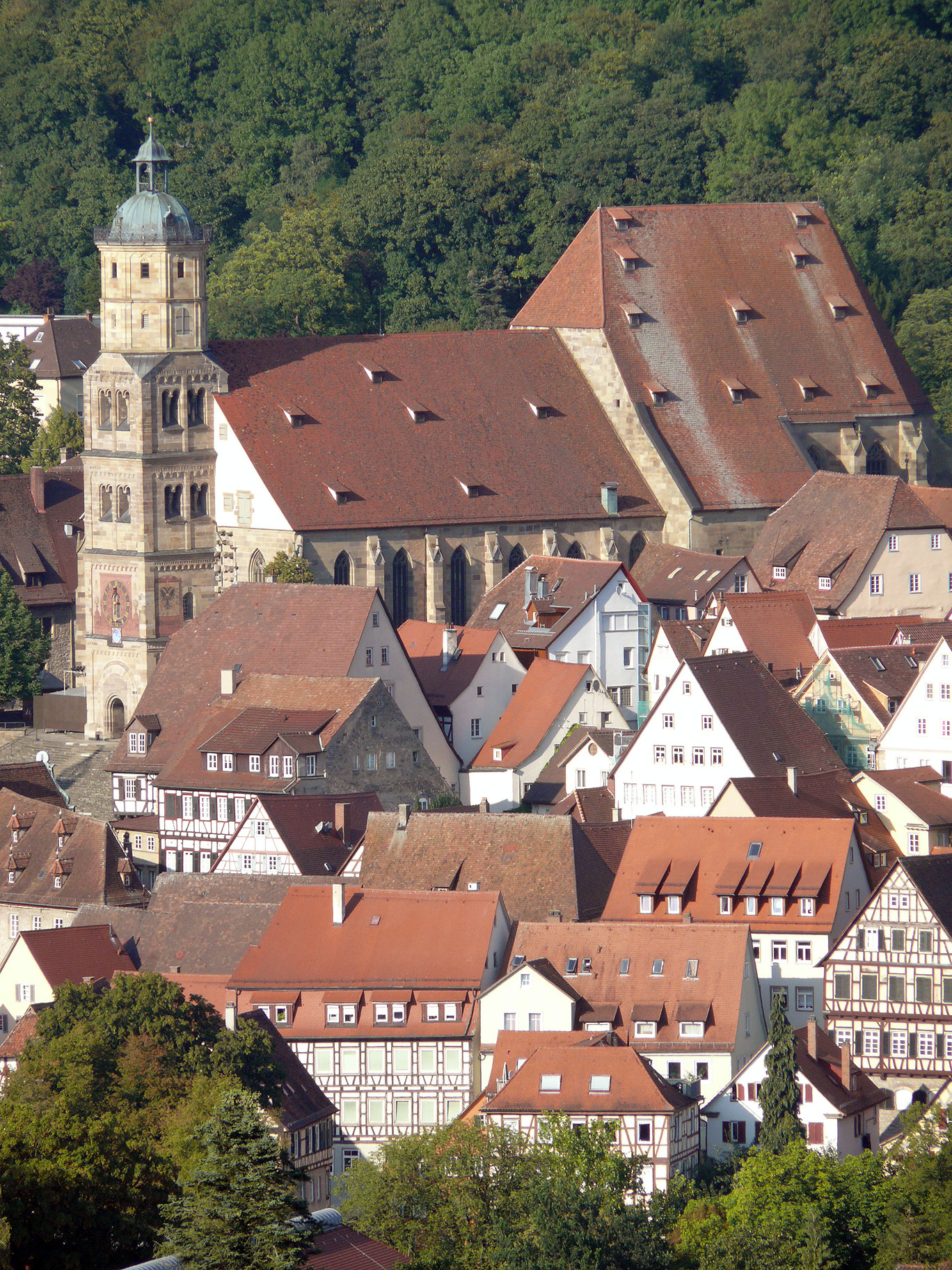
Церква Св. Михайла

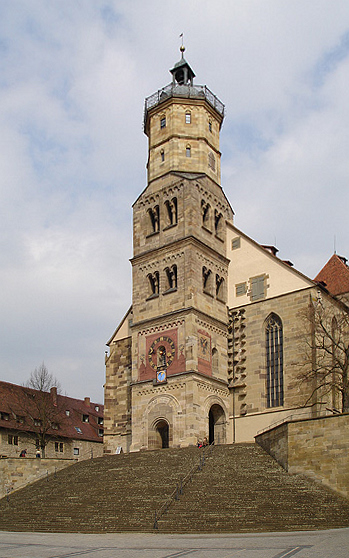
Вид з Ринкової площі: церква Св. Михайла з великими зовнішніми сходами

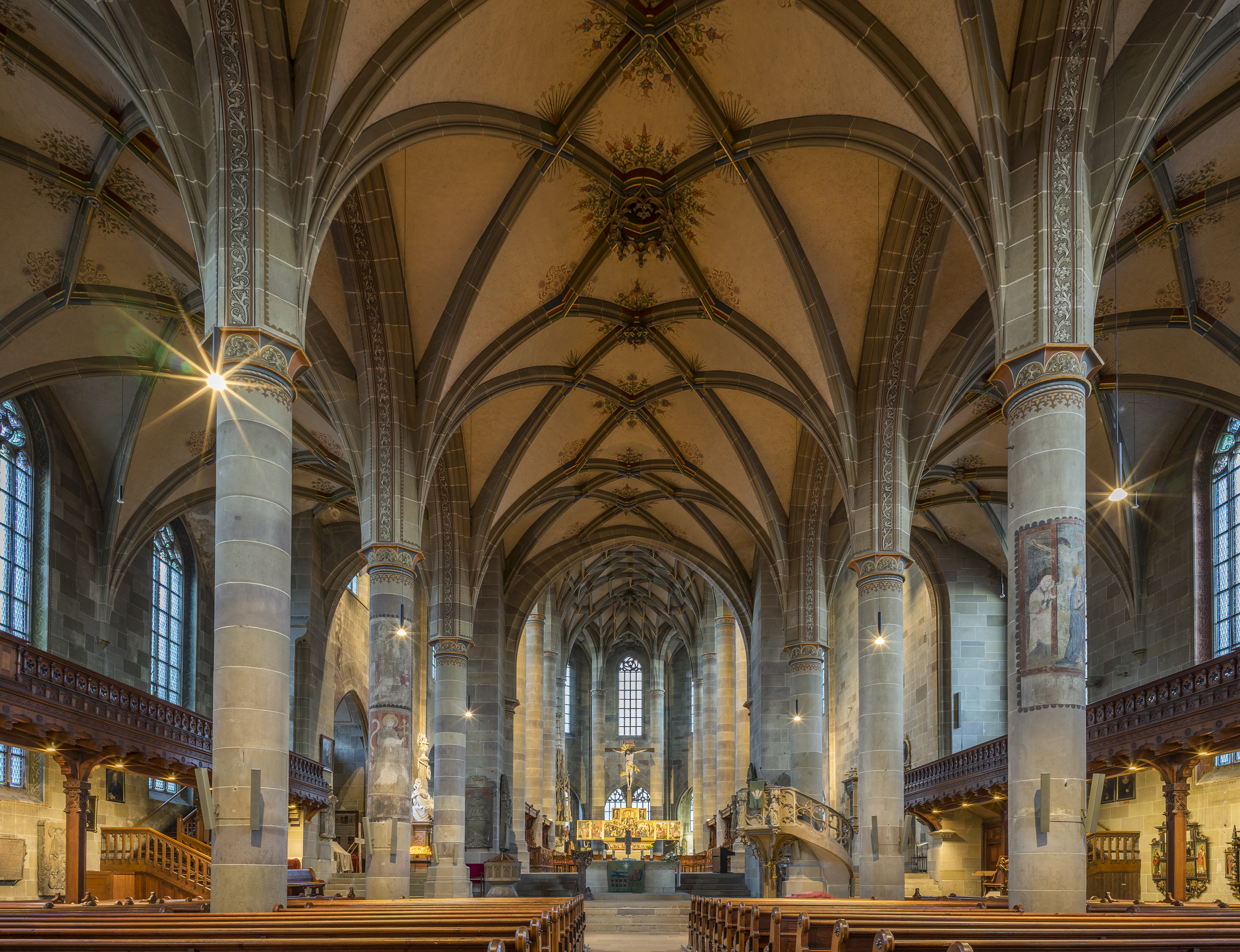
Внутрішній вигляд: Вид через центральну наву на головний вівтар

Євангельська парафіяльна церква Святого Михайла є головною церквою парафії Швебіш-Галль в однойменному церковному окрузі. Як місце роботи Йоганнеса Бренца, вона була відправною точкою Реформації на території імперського міста після 1523 року. Спокійне впровадження Реформації у Галлі зберегло цінні елементи оздоблення дореформаційного періоду у церкві.
Церква Св. Михайла є однією з найважливіших будівель міста. З жовтня 2013 року церква має Знак європейської спадщини (як частина мережі 20 місць Реформації в Німеччині).  Сьогодні, окрім церковних цілей, вона також виконує роль концертного залу. Великі зовнішні сходи перед церквою утворюють сцену для театру під відкритим небом.

## Розташування
Розташована на східному схилі долини ріки Кохер та на східній околиці центру міста, церква разом із великими зовнішніми сходами утворює визначальний елемент міського пейзажу. Домінуючий вигляд будівлі також є наслідком її відносно відкритого розташування на гірському відрогу. Споруда стоїть на вапняковій скелі, вкритій схиловим щебенем. За церквою проходив колишній міський мур.

## Заснування і розвиток церкви

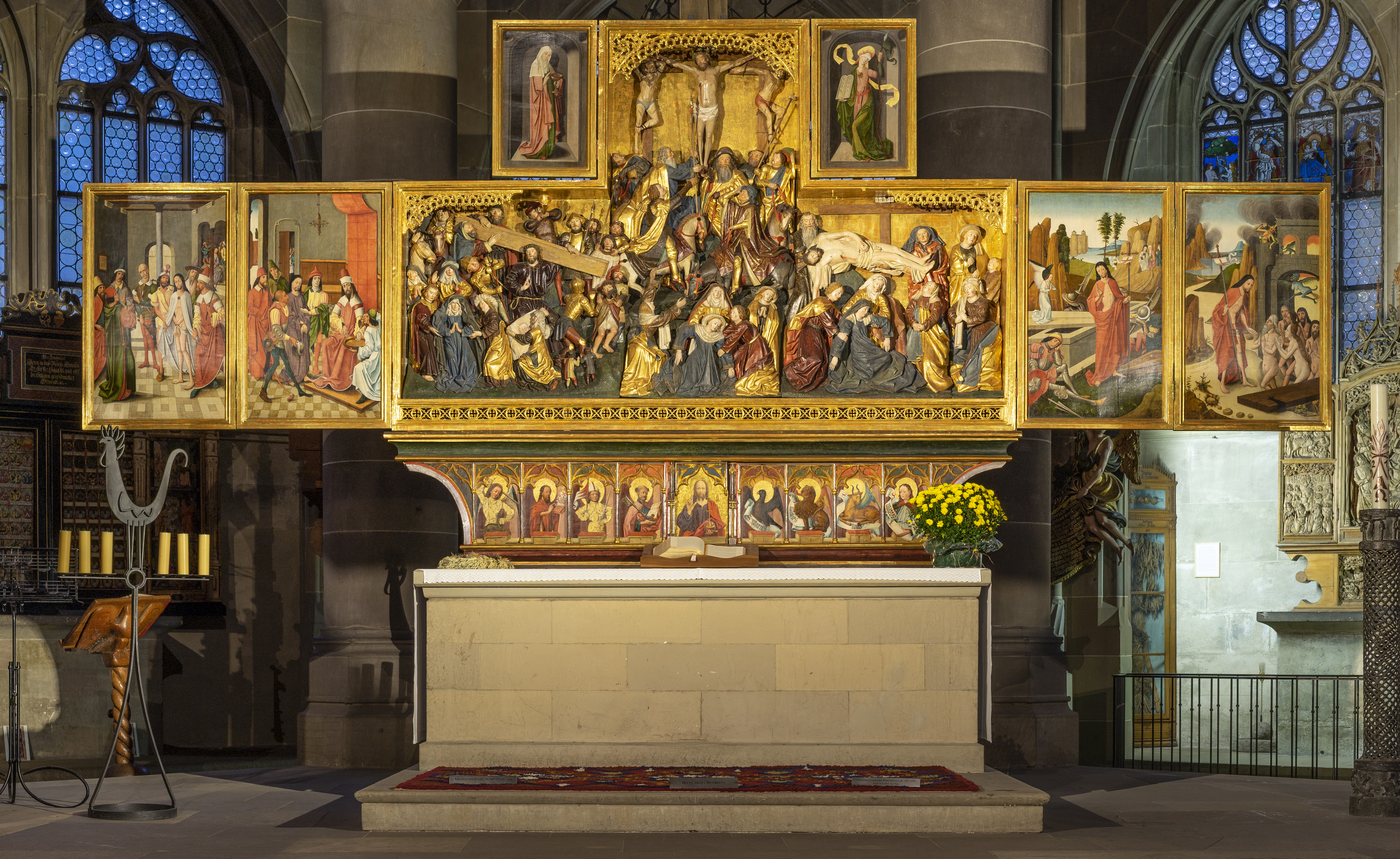
Головний вівтар

### До Реформації

#### Заснування
Церква Св. Михайла вперше згадується 10 лютого 1156 року, коли єпископ Вюрцбурга Гебхард фон Геннеберг, у єпархії якого на той час знаходився Галль, освятив нову будівлю церкви на честь Христа, Марії та Святого Хреста та архангела Михаїла. Ініціатива будівництва походила від громадян Галла і була підтримана Адальбертом, абатом сусіднього бенедиктинського монастиря Комбурга, його наступником Гернотом і монастирем за погодженням з правителями Гогенштауфенів. Спонсори сподівалися долучитися до процвітаючого економічного розвитку солеварного міста. У тексті документа церква св. Михаїла прямо згадується як філіальна церква набагато меншої, але набагато давнішої парафіяльної церкви Штайнбаха, патронатом якої був монастир Комбург.

#### Інкорпорація Комбургом, бейлівіком міста над монастирем

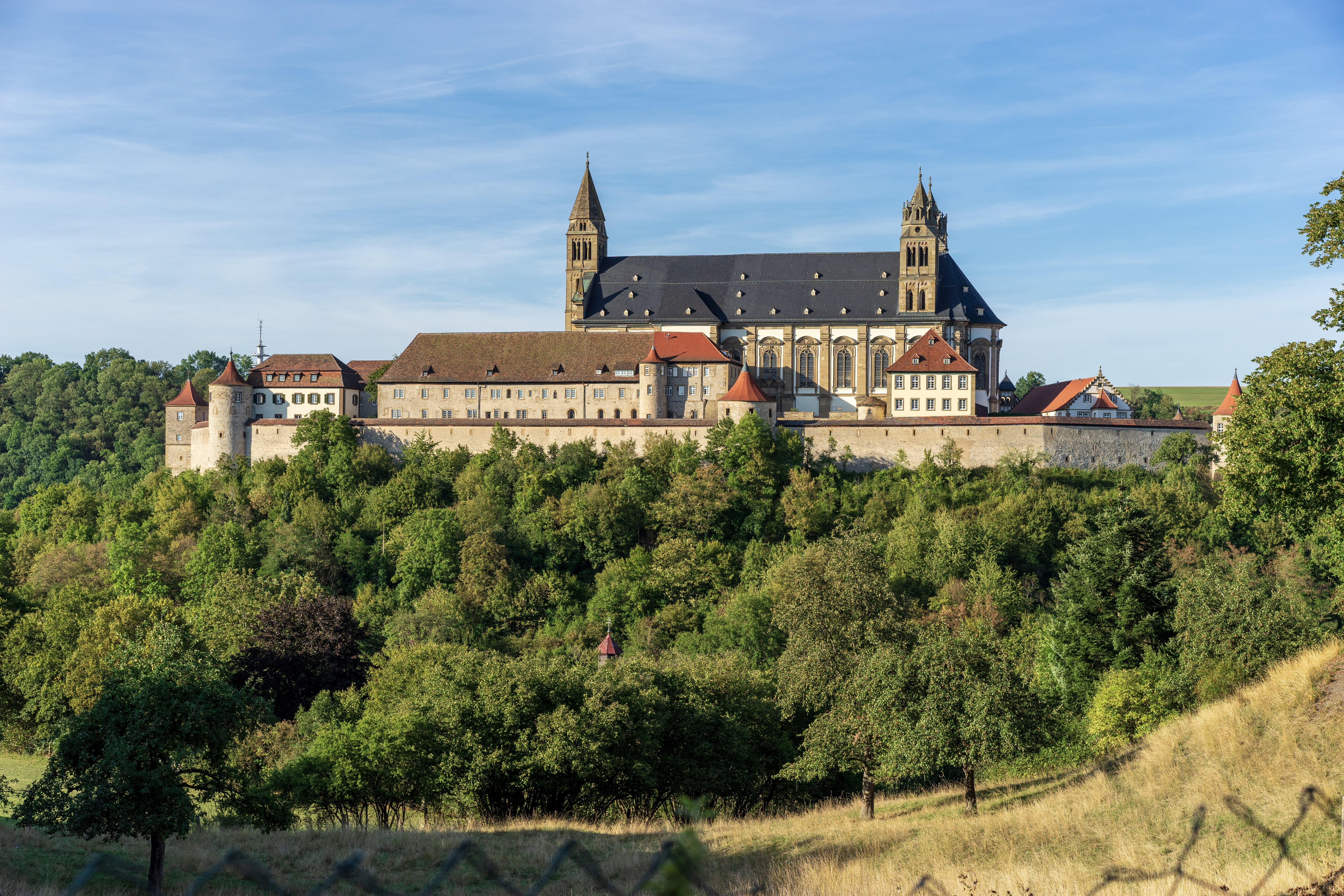
Михайлівський і Комбургський монастир були тісно пов'язані один з одним протягом століть.

У 1287 році Комбург приєднав парафію Штайнбах (з церквою св. Михаїла), яка 1315 року була однією з найбагатших парафій у цьому регіоні з середнім річним доходом 200 фунтів геллерів . Душпастирську опіку над громадою брав на себе священник, призначений абатом і затверджений єпископом (так званий вічний вікарій або плебан) і його колеги-священики, які отримували частину доходу (140 ф.). Завдяки цьому поширеному у той час канонічно-правовому «трюку» монастир зміг збільшити свої доходи за рахунок об'єднаної парафії. Хоча для цього процесу був потрібний офіційний папський дозвіл (на додаток до відповідального єпископа та кафедрального капітула), монастир і духовенство Вюрцбурга відмовилися від такого дозволу. У обмін Комбург передав Вюрцбургу патронат парафіяльних церков у Креглінгені, Міхельфельді, Райнсберзі та Штайнкірхені.
У 1319 році Людвіг Баварський передав бейлівік над Комбургом до міста Галль.

#### Вівтарі, бенефіції, каплиці
Зростаюча увага до мес та страстей Христових в 14-му столітті, а також турбота про спасіння душ померлих, сприяли спорудженю численних вівтарів, пов'язаних з ними бенефіцій та вівтарних місць у церкві. 1462 року духовенство, включаючи постійного вікарія, налічувала 12 священиків, 1520 року в інтер'єрі храму було 17 вівтарів і один у ризниці. Згодом було створено ряд фондів душеспасіння, що дозволило облаштувати вівтарі. Наприклад, священик Конрад Гікенбах, який помер у 1424 році, замовив чотири сезони мес, по 16 мес у церквах Св. Михайла, Св. Катарини, Св. Іоганна та в лікарні.
Як правило, місто (або ті, хто оплачував створення вівтарів чи їхні нащадки) мало право призначати бенефіцій, а Комбурзький монастир (як власник права презентації) та Вюрцбурзький єпископ потім підтверджували ці пропозиції. Винятком були згадані нижче бенефіції в каплиці Анни та присудок.

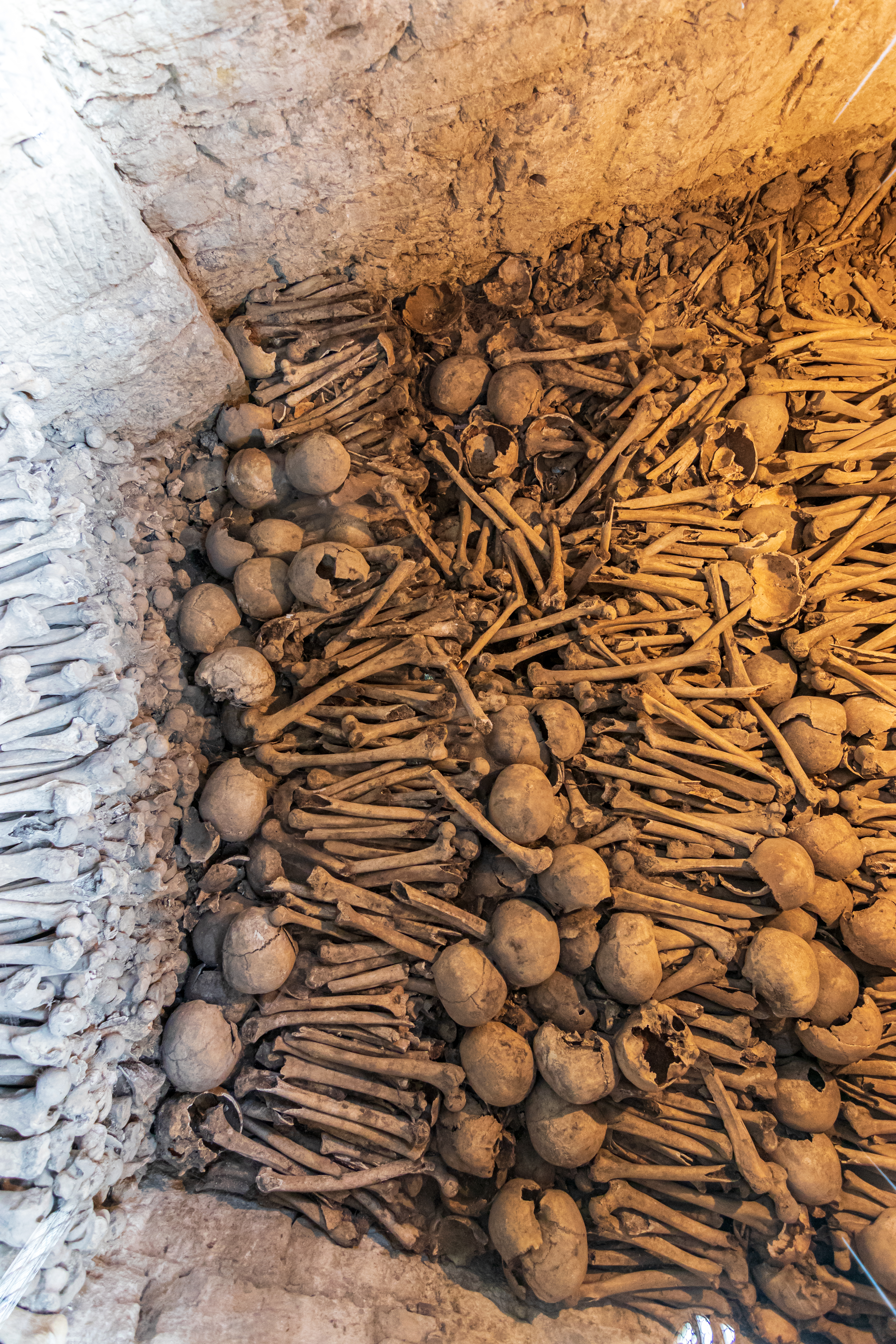
Осуарій під хорами.

Окрім вівтарів у храмі, дві окремо стоячі каплиці були профінансовані також на церковному цвинтарі. Гута Велднер, яка походила з багатої патриціанської родини в Галлі, побудувала для себе похоронну каплицю (освячена 1344 р., так звана Капця Велднер), яка спочатку містила два вівтарі (Амвросія та Франциска). До 1383 року було додано вівтар Леонгарда та вівтар, присвячений Марії, Миколаю та Варварі. У рамках будівництва нового хору Св. Михаїла каплицю було знесено 1509 р., а вівтарі перенесено на новий хор. Осуарій на цвинтарі Св. Михаїла вперше згадується 1400 р. і з 1405 року тривали спроби побудувати каплицю на ньому. У 1446 році було зібрано достатньо коштів для заснування каплиці, вівтар якої був освячений на честь святої Анни (так звана Каплиця св. Анни). Оскільки місто зробило щедрий внесок у облаштування, право вручення цих бенефіцій належало не Комбургу, а місту. Каплиці осуарія і Св. Анни також були на заваді нової будівлі хору і були знесені або перебудовані; а вівтар Св. Анни знайшов місце в новому хорі. 1963 р. під час будівельних робіт було виявлено старий оссуарій, який зараз видно під хорами під скляною панеллю.

#### Предикат як «ворота» Реформації
Під час суперечок з Комбургом за парафію та після невдалих спроб реформувати францисканський монастир у Галлі та набрати з числа цих монахів здібне духовенство для міста, рада заснувала предикат 1502 р., головним завданням якого було проповідницьке служіння. Він також залишав за собою право вручення цих бенефіцій ; Першим проповідником був ельзасець Себастьєн Бреннейзен (1503—1513, з 1508 також обіймав посаду пастора), за ним Йоганн Тольде (1513—1515, також пастор до 1523) і Бернхард Баур (1517—1522). 23-річний Йоганнес Бренц, який походив з Вайль-дер-Штадта, виголосив свою пробну проповідь 8 вересня 1522 року і відразу після цього був призначений предикатом. Під його керівництвом місто (включаючи територію імперського міста) навернулося до Реформації.

## Архітектура

### Романська базиліка (1156)

План храму через західну вежу, неф і хор (будівля-попередник романського стилю та наступник готичного стилю)

Перша церква була освячена 10 лютого 1156 року єпархіальним єпископом Гебхардом фон Вюрцбургом як трибанна базиліка без трансепта в романському стилі. Базиліка мала пласку покрівлю, зсередини напівкруглий прямокутний хор. Базиліка мала меншу південно-східну вежу та більшу західну вежу, відокремлені від нави своєрідним вестверком, який слугував ганком.  Проекти походять від будівельних майстерень Комбурга та Вюрцбурзької школи. Згідно з написом на порталі, Бертольд є творцем порталу, а ймовірно, всієї церкви. Збереглися чотири романські підвали західної вежі. На третьому та четвертому поверхах романської західної вежі, над каплицею Магдалини, знаходиться дзвіниця з п'ятьма історичними дзвонами (1299—1538) та дзвоном у ліхтарі (1509). Старовинна романська головна брама, аркове поле якої має архітектурний декор, прикрашена плоским орнаментом. Посередині орнаментів — декорований хрест, а також романський пучковий стовп у притворі романської вежі. Романська центральна колона, яка підтримує верх склепіння з хрестовим поясом, демонструє волютні капітелі та бойові прикріплення з плоскими орнаментами, пальметами та петельними стрічками. Романський тимпан показує хрест посередині в стилі лекційних хрестів.

Романські компоненти
Малюнок вежі Вежа
Портал у вестибюлі вежі Портал у вестибюлі вежі
Kapitell der Mittelsäule in der Turmvorhalle Капітель центральної колони у вестибюлі вежі
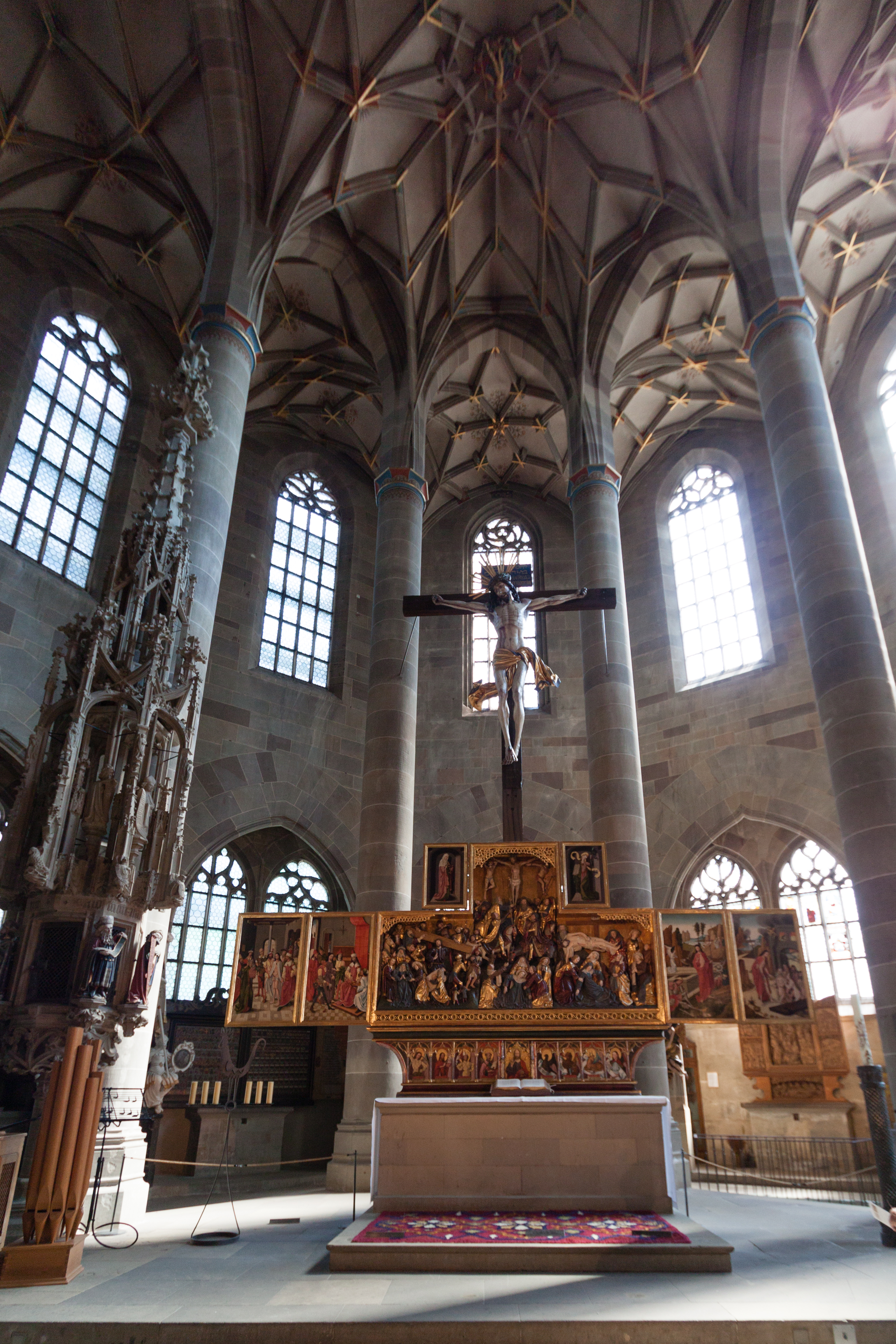
Головний вівтар 2015
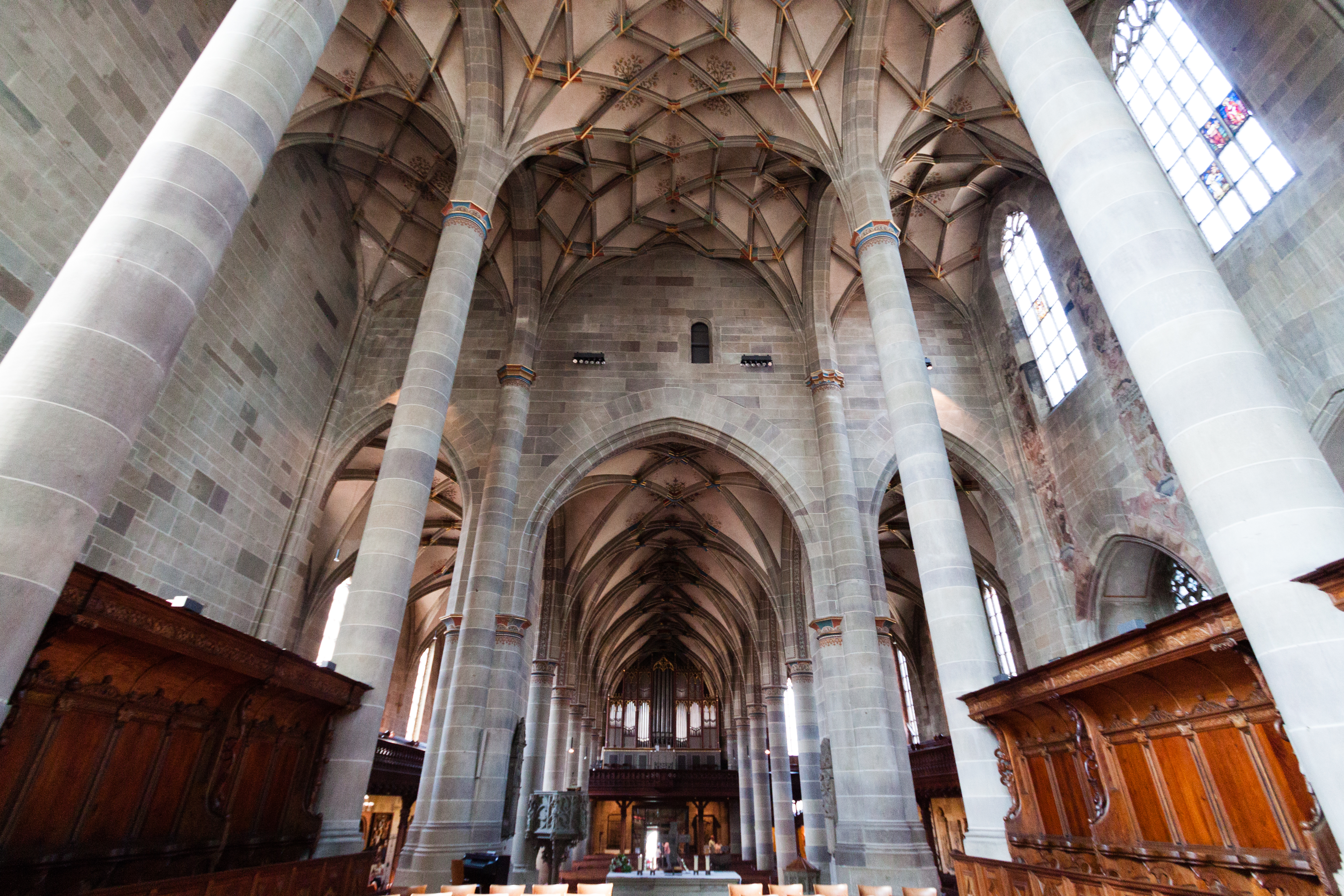
Колони

### Готичний зал нави (1427—1456)
З 1427 року романську базиліку було знесено, а на її місці збудовано квадратний готичний неф. Готична зальна церква має чотири прості бічні портали та високі тридільні ажурні вікна. Основи стовпів восьмикутні, а накладки уступів також мають восьмикутну форму. Архітектором готичного нефа (1427—1456) є Конрад Нюрнберзький (1430—1438 у Швебіш-Галлі), який, ймовірно, ідентичний Рорітцеру з Регенсбурга або Конраду Хайнцельману з Ульма. Ніколаус Езелер Старший фон Альцай (1438—1442 рр. у Швебіш-Галлі) та Генріх Парлієр вважаються його наступниками.

### Планована західна вежа (1427)
Планувалося побудувати нову готичну західну вежу замість романської, але це не було реалізовано. Шматки каменю, що виступають з фасаду, вказують на цю недобудовану вежу.

### Готичне склепіння (1456)

Поперечний розріз через неф і хор (готична будівля-спадкоємець)

Готичний неф отримав склепіння 1456 року, що встановленно за нанесеним роком з клеймом творця на самому склепінні. Клеймо майстра (№ 26), ймовірно, походить від Ніколауса Кіфера Старшого. Клеймо розташоване на замковому камені в останній частині південного проходу біля західної стіни. На склепінні на гіпсі зображено будівельника з циркулем і шаблоном ребра в цеховому костюмі XV ст.

### Готичний хор (1495—1525)

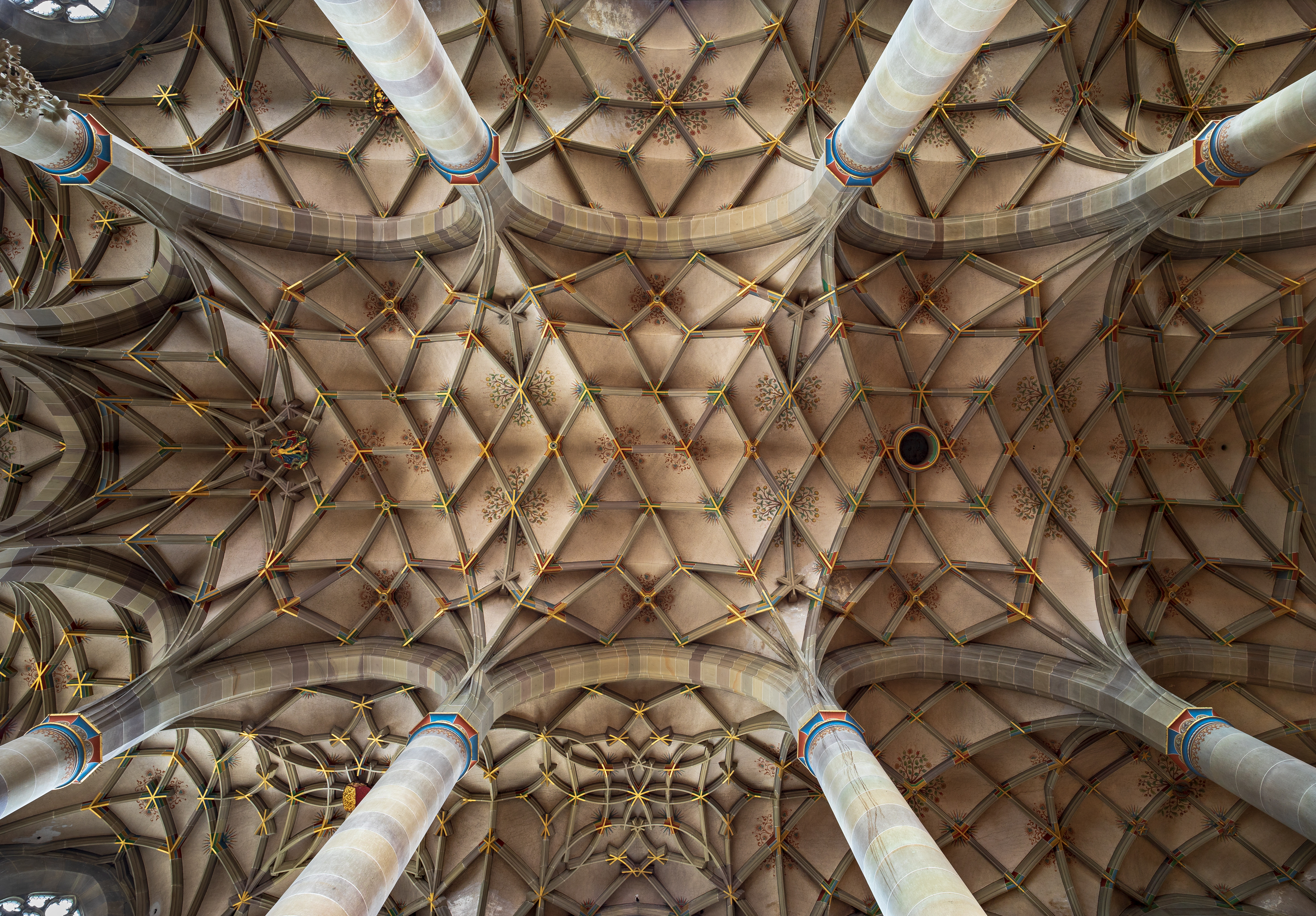
Вид на готичне склепіння

Лише коли в 1495 році був побудований готичний хор, старий романський хор було знесено. Згідно з хроністами-сучасниками Герольтом і Відманом, будівництво хору тривало з 1495 по 1525 рік. Майстер-будівельник — майстер Конрад, який задокументований як майстер церкви  1510 р.

### Збільшення висоти вежі (1539, 1573 і 1972)
Після добудови хорів була зведена вежа. Тоді майстер Томан побудував фахверкову вежу замість масивного шпиля. Фахверкова будівля складалася з двох восьмикутних поверхів з тонким шатровим дахом. У 1573 році цю фахверкову будівлю було розібрано і побудовано масивну будівлю. Ця кам'яна будівля складається з двох восьмикутних поверхів у «готично-ренесансних формах». Згідно з написом у вежі, будівельником був Йорг Буркхарт. Буркхарт був майстром міських робіт у Швебіш-Галлі і, за словами Градманна, вважається «першим будівельником епохи Відродження, про якого ми знаємо в Галлі». Через пошкодження штормом у 1972 році поверхи замінили на бетонну конструкцію, облицьовану каменем.

## Облаштування

### Скульптура
Тимпан романської західної брами прикрашений плоским орнаментом як архітектурна окраса. Посередині орнаментів — декорований хрест.
У сакральній споруді, присвяченій Святому Михайлу, є загалом 14 зображень Михайла, включно з одним на романському стовпі пучка в романському вестибюлі вежі, який показує ранньоготичну фігуру архангела Михайла як вбивці дракона з 13 століття, чиї крила зроблені з мідного листа і спочатку були пофарбовані золотом і фарбами.

Образ Св.Михайла як зважувача душ розташований на південно-східному наріжному камені будівлі хорів. На ньому зображено архангела Михайла на високому рельєфі, створеному близько 1525 року. Він стоїть на вишукано спроектованій консолі під балдахіном. Архангел зображений в образі сучасного періоду створення диякона і тримає в лівій руці терези, а в правій — меч. З одного боку терезів зображена фігурка дитини, яка має символізувати людську душу, з іншого боку — чорти, які намагаються стягнути терези. Фігура походить з тієї ж майстерні, що створила фонтан з рибами - іншу пам'ятку міста. 

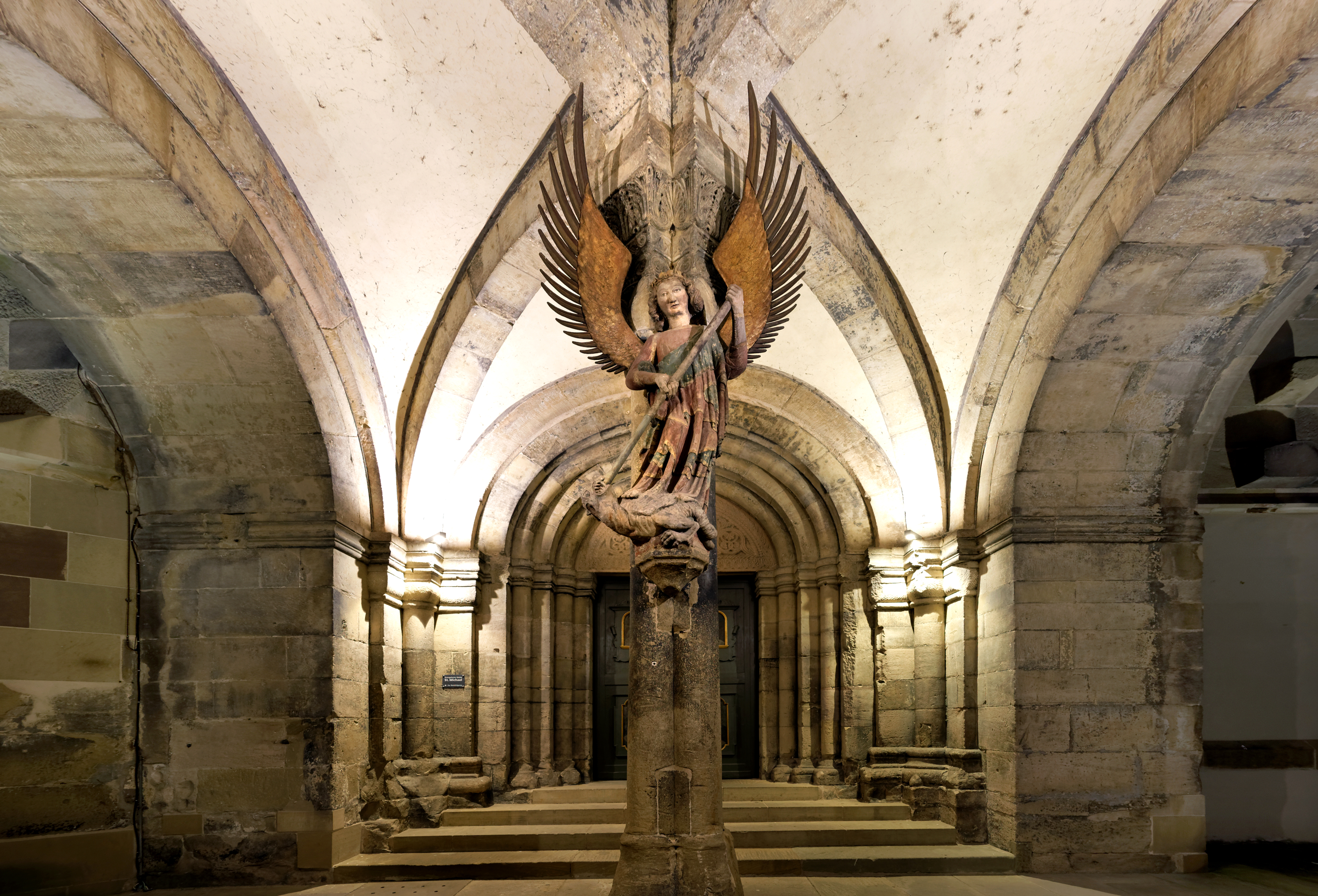
Ґанок вежі зі статуєю архангела вночі
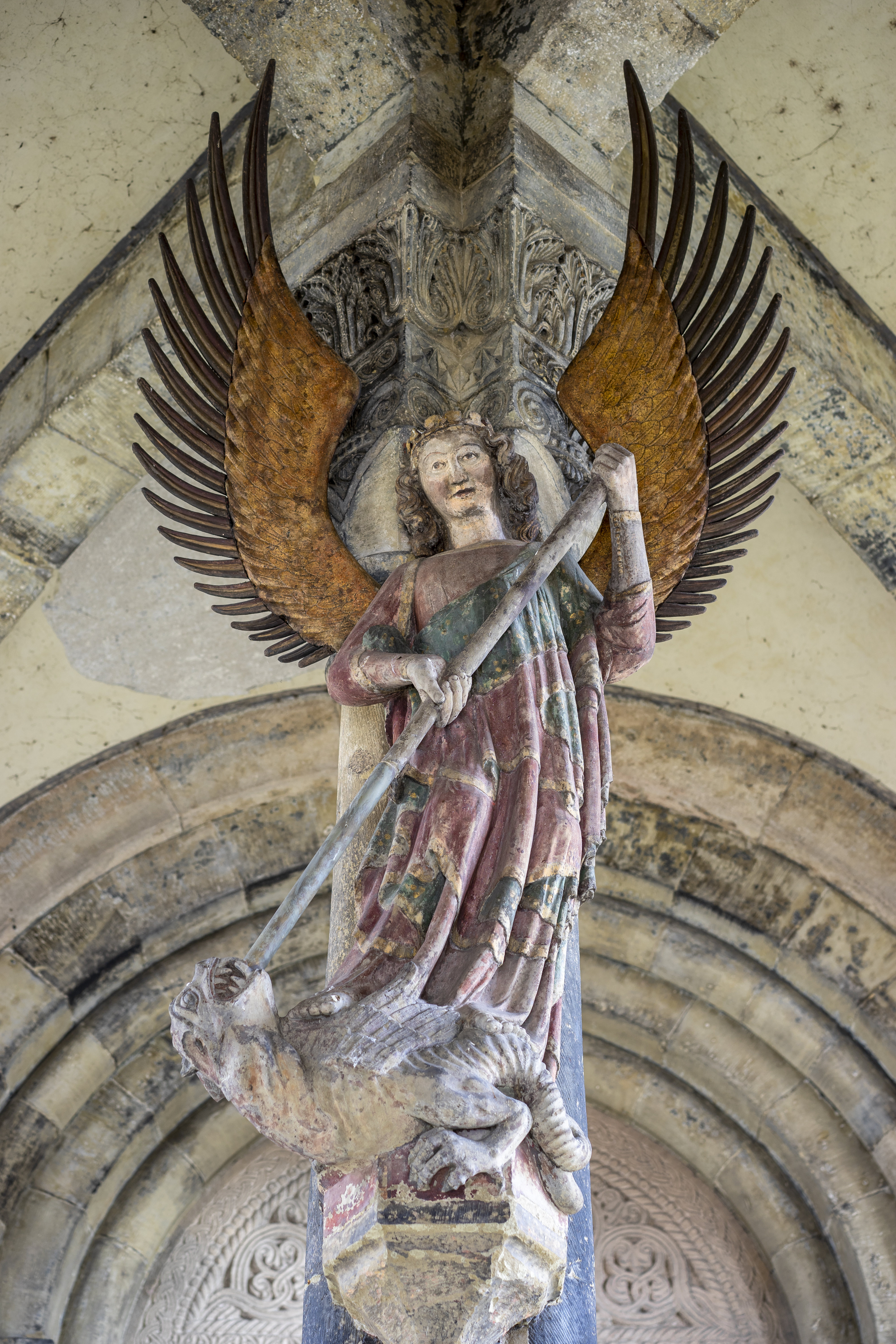
Статуя Архангела Михайла

### Розпис стін
Колони розписані зображеннями у гобеленовому стилі 15 століття: Свята родина (Йосиф варить кашу), Христос на хресті з Марією та Іваном, Христос Страждущий і Тіло Христове з двома святими, Антоній-пустельник і якийсь святий єпископ.

### Вітражі
У вікні хору посередині — залишки вітражів XV—XVI ст.: Гріхопадіння, Марія з немовлям, Бичування Ісуса, Коронування терновим вінцем, Несіння хреста, Христос на хресті, Архангел Михаїл як драконогубець і зважувач душ, Архангел Михаїл, Марія під хрестом, Євангеліст Лука, Катерина, Папа Григорій, а також єпископ та лікар.

### Вівтарі
Церква Святого Михайла має численні середньовічні вівтарі:
- Головний вівтар Страстей і Воскресіння Ісуса (1460)
- Вівтар св. Анни (1509)
- Вівтар Святого Духа (1520)
- Вівтар святих Вольфганга, Косми і Даміана (кінець XV ст.)
- Вівтар Богоявлення (1520/21)
- Вівтар Архангела Михайла (1520)

### Інші елементи
Інтер'єр церкви характеризується, серед іншого, розп'яттям роботи Міхаеля Ерхарта з Ульма, датованим 1494 роком, яке вважається головним твором пізньоготичної скульптури. У хоровій кімнаті також є епітафія майстра Йоганна Фрідріха Бонхеффера, який був членом сім'ї, яка довгий час була впливовою в імперському місті, з якої також походить Дітріх Бонхеффер.
У долині Бюлер у 16 столітті був знайдений бивень мамута, який тоді інтерпретували як ріг єдинорога. Зараз цей бивень знаходиться в дезамбулаторії церкви.
Храм також містить готичну купіль і готичний амвон, а також алебастровий рельєф Леонгарда Керна : Воскресіння мертвих згідно з Єзекіїлем і Покладення Христа в могилу (1455/56, флігель близько 1510) і Гетсиманська група на північній зовнішній стіні церкви.
Церква Св. Михаїла є зупинкою франко-швабського шляху Св. Якова.

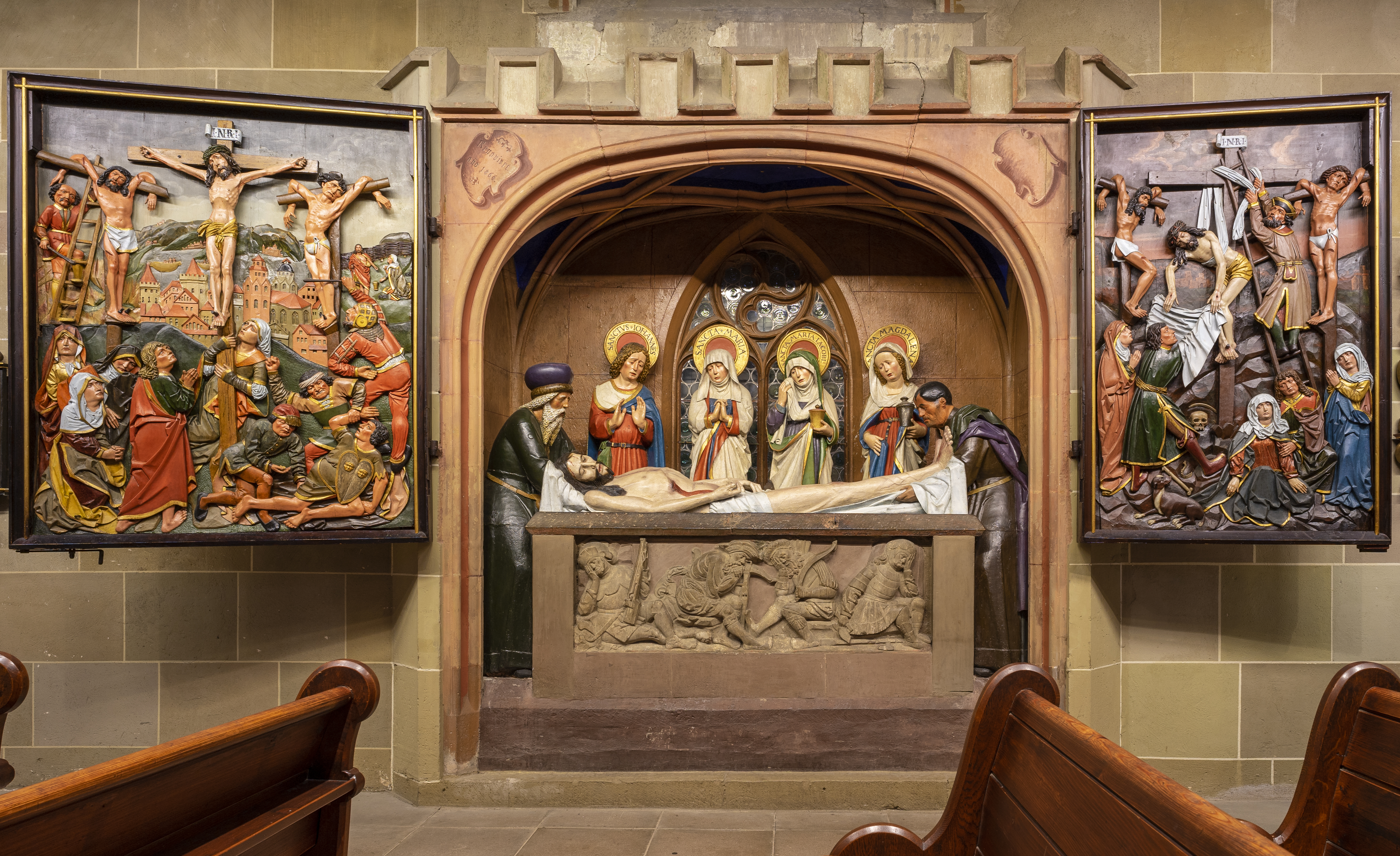
Покладення Христа в могилу (1455/56, флігель близько 1510 р., статуї близько 1520 р.)
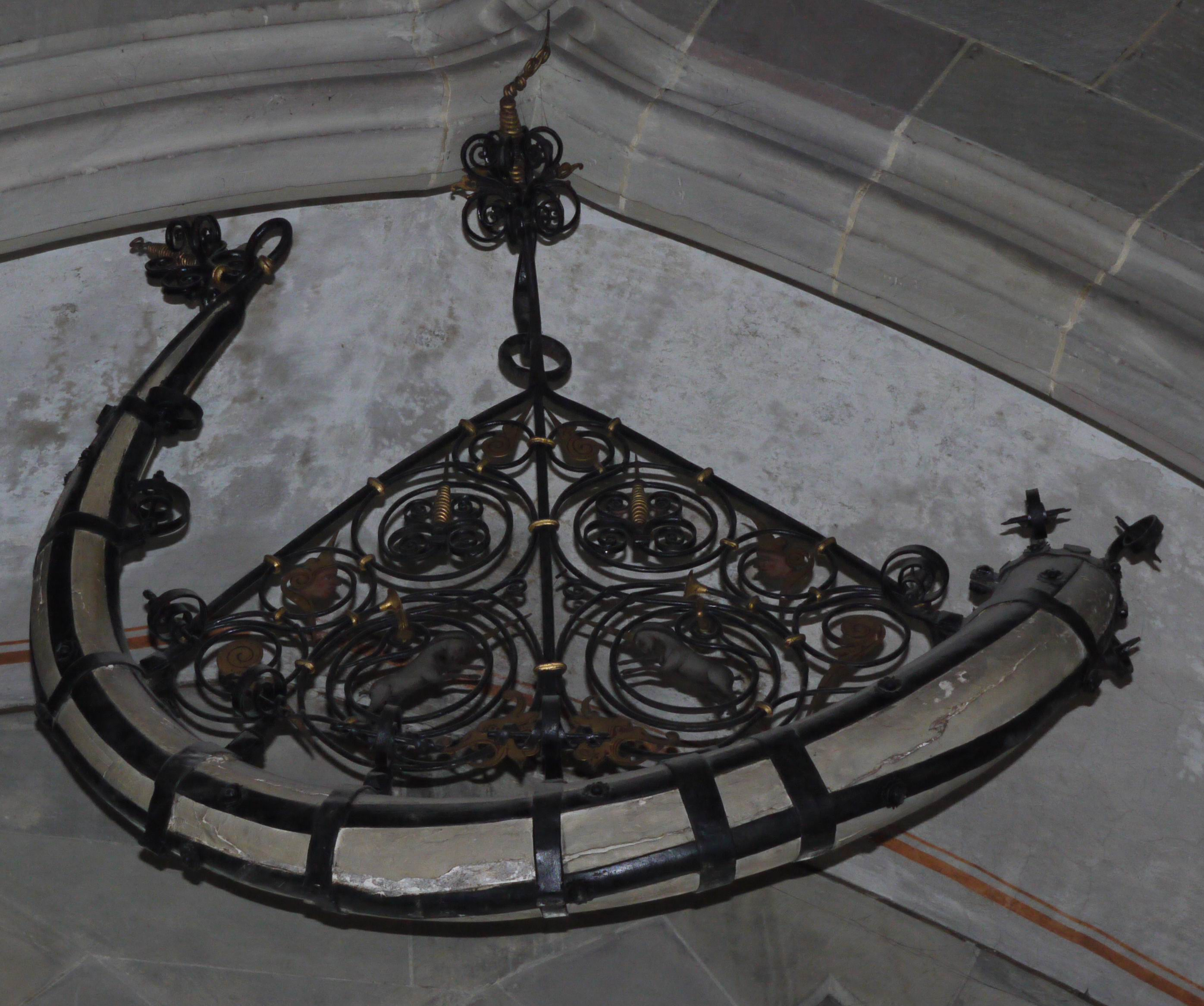
Бивень мамонта
Кафедра Кафедра
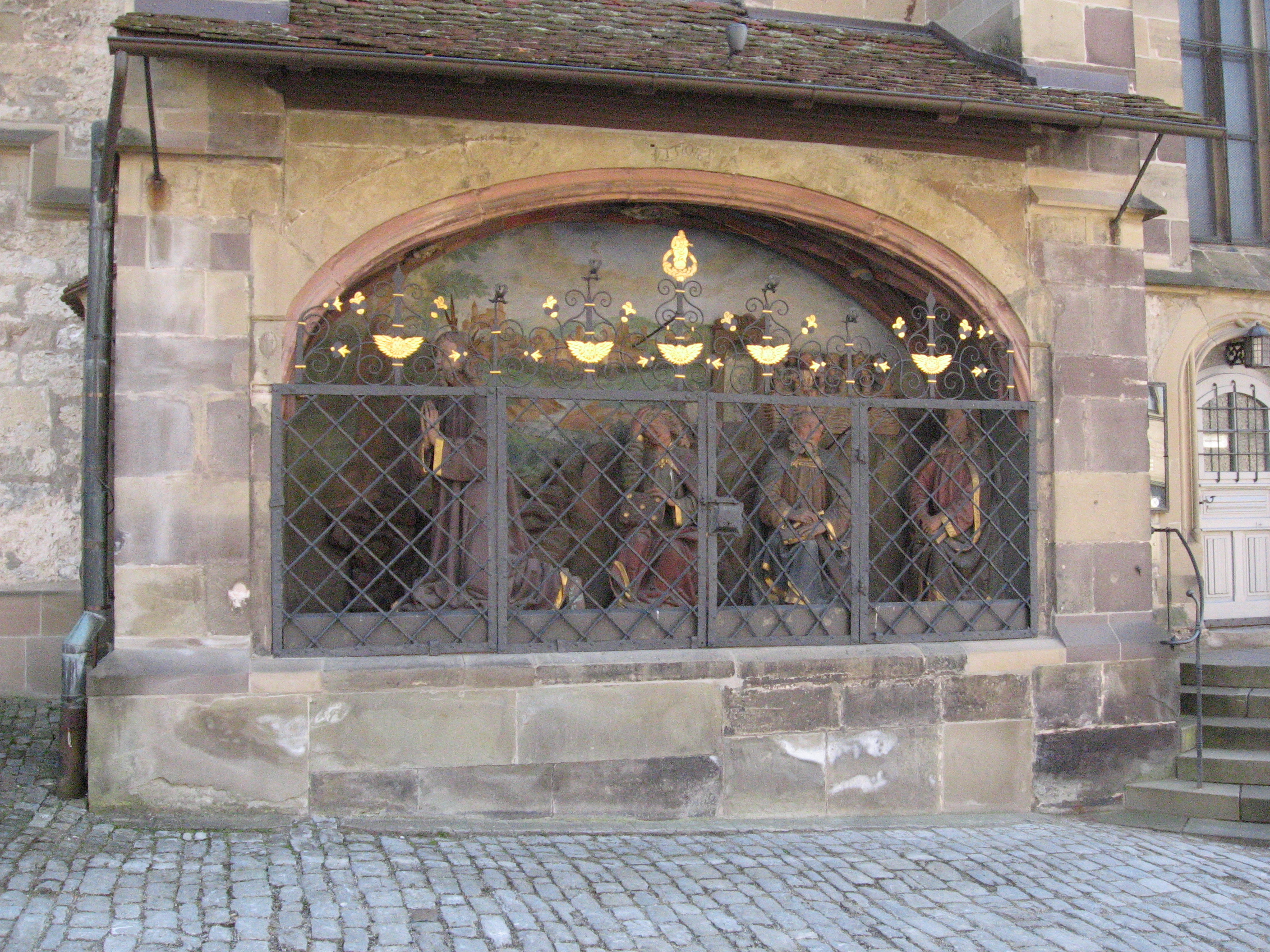
Гетсиманська група
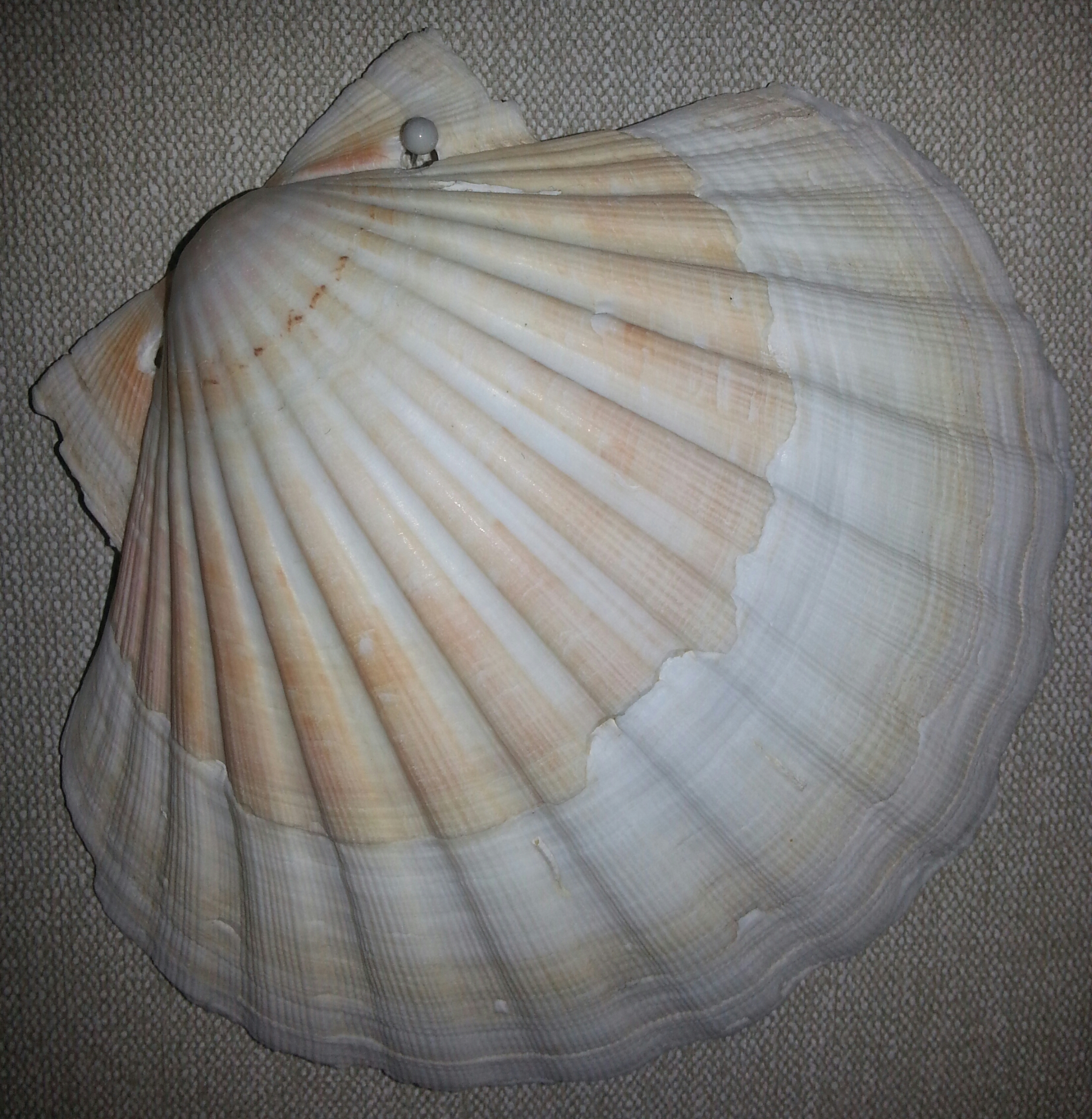
Гребінець (Pecten jacobaeus)

### Орган
Орган церкви Св. Михайла збудував органобудівник Фрідріх Цшокель (Althütte-Fautspach) 1980 р. Згідно з брошурою, частини колишнього органу 1837 року, який збудував Еберхард Фрідріх Валькер (Людвігсбург), були використані повторно. Інструмент був розширений у 2003 році. Сьогодні він налічує 63 реєстри на 4 мануали та педалі.

## Значення для історії мистецтва
Згідно з Ойгеном Ґрадманном, зальна нава в «ряді швабсько-франконських зальних церков» розташована після церкви Святого Хреста в Щвабському Гмюнді та поруч із храмом Св. Георга у Нердлінгені, але до храму Св. Георга у Дінкельсбюлі. Стилістично також є паралелі. Градманн посилається на кількість вільностоячих колон — 10 у наві та 12 у будівлі хору. Це відповідає загальній кількості вільно розташованих колон у Нердлінгенському та Дінкельсбюльському соборах Св. Георга, обидва з яких походять з однієї школи майстрів будівництва, а саме родини Езелер . Капличний вінок демонструє схожість із капличним вінком церкви Святого Хреста в Швебіш-Гмюнді та Св. Лоренца в Нюрнберзі.

## Веб-посилання
- Am Markt 1 — Євангельська міська церква Св. Михаїла в будинку Schwäbisch Hall House Lexicon
- Церква Св. Михаїла (Швебіш-Галль) — будівництво церков у Німеччині
- Сайт євангельської парафії Св. Михаїла і Св. Катарини